# Joaquín Edwards Bello
Joaquín Edwards Bello (Valparaíso, 10 maggio 1887 – Santiago, 19 febbraio 1968) è stato uno scrittore cileno.

## Biografia
È noto per romanzi di acuta critica sociale come L'uomo dei bassifondi (1920) e La morte di Vanderbilt (1922).